# Mychajlo Losynskyj

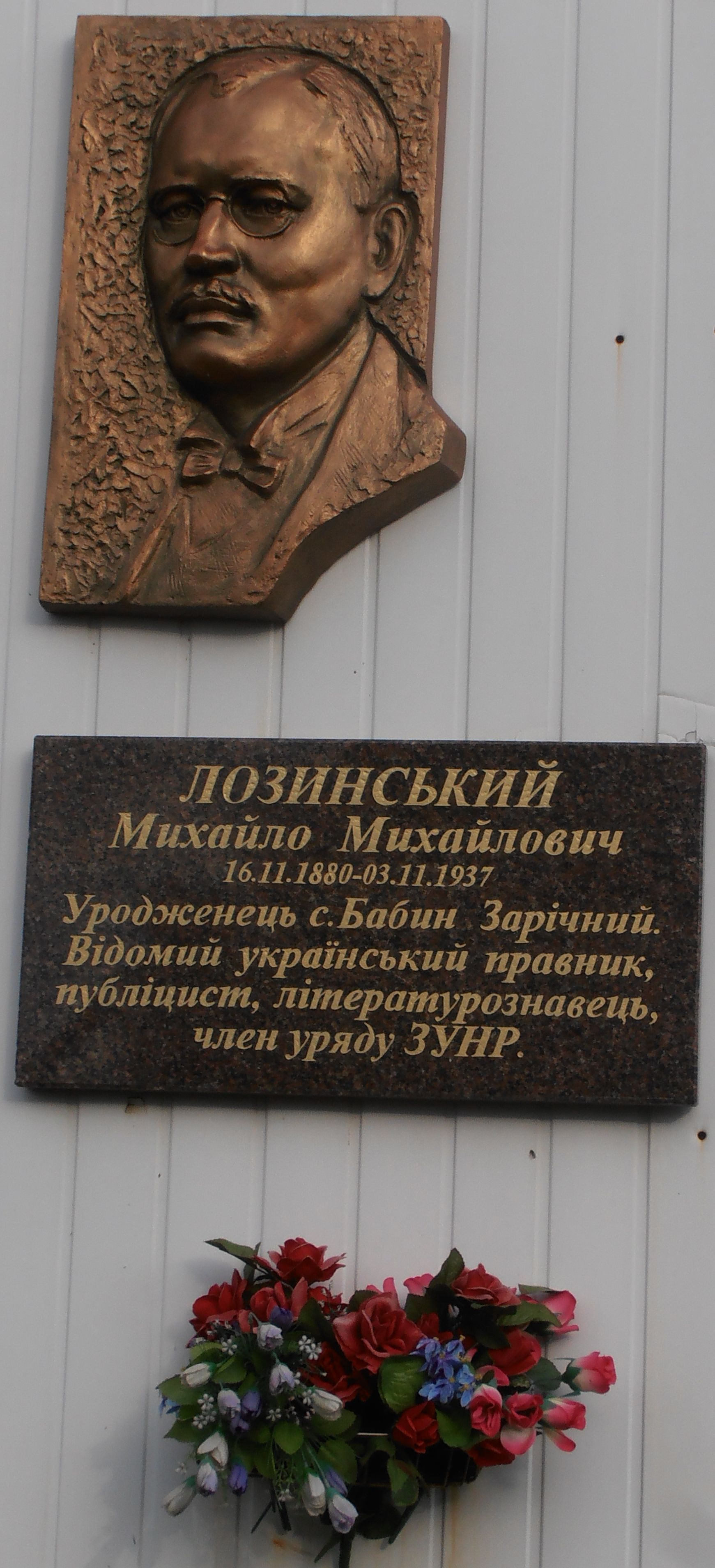
2011 in seinem Geburtsort errichtete Gedenktafel für Mychajlo Losynskyj

Mychajlo Mychajlowytsch Losynskyj (ukrainisch Михайло Михайлович Лозинський, russisch Михаил Михайлович Лозинский Michail Michailowitsch Losinski; * 30. Juni 1880 (anderen Quellen nach am 30. Juli) in Babyne, Königreich Galizien und Lodomerien, Österreich-Ungarn; † 3. November 1937 in Sandarmoch, Karelien, Sowjetunion) war ein ukrainischer Politiker, Diplomat, Schriftsteller, Übersetzer, Rechtsanwalt, Biograf, Literatur- und Theaterkritiker, Vertreter der hingerichtete Wiedergeburt. Er war im März und April 1919 Außenminister der Westukrainischen Volksrepublik.

## Leben
Mychajlo Losynskyj kam im Dorf Babyne, dem heutigen Babyn-Saritschnyj im Rajon Kalusch der ukrainischen Oblast Iwano-Frankiwsk zur Welt. 1900 absolvierte er ein Jurastudium an der Universität von Lemberg.
Zwischen dem 10. März 1919 und dem 17. April 1919 war er, in Nachfolge von Lonhyn Zehelskyj, Außenminister der Westukrainischen Volksrepublik und weiterhin Delegationsmitglied bei den Waffenstillstandsverhandlungen zur Beendigung des Polnisch-Ukrainischen Krieges sowie Teilnehmer an der Pariser Friedenskonferenz. Zwischen 1921 und 1927 war er an der Ukrainischen Freien Universität in Prag Professor für Internationales Recht. Anschließend wechselte er in die Sowjetunion und leitete in Charkiw die Fakultät für Rechtswissenschaften am Institut für Nationalökonomie und arbeitete am dortigen ukrainischen Institut für Marxismus-Leninismus. 
1930 wurde er vom NKWD verhaftet und in den Nordural deportiert. Während des Großen Terrors wurde er anlässlich einer Massenhinrichtung kurz vor dem 20-jährigen Jubiläum der Oktoberrevolution, am 3. November 1937 im Straflager im karelischen Sandarmoch gemeinsam mit weiteren ukrainischen Persönlichkeiten durch Erschießung hingerichtet.